# Niklaas, ein Junge aus Flandern
Niklaas, ein Junge aus Flandern (jap. フランダースの犬, Furandāsu no inu, wörtlich: „Der Hund von Flandern“) ist der Titel einer 52 Episoden umfassenden Anime-Fernsehserie, die 1975 von Nippon Animation produziert wurde. Sie basiert auf dem Roman The Dog of Flanders von Marie Louise de la Ramée, in dem der Junge Niklaas in ärmlichen Verhältnissen sein Leben bestreitet. Als zweitälteste Serie, nach Heidi, gehört diese Serie zum World Masterpiece Theater.
Eine Neuverfilmung der Serie mit dem Titel Furandāsu no inu: Boku no Patrasche (フランダースの犬 ぼくのパトラッシュ, Furandāsu no inu: Boku no Patorasshe, dt. „Der Hund von Flandern: Mein Patrasche“) wurde 1992 von TMS Entertainment produziert.
Im Jahr 1997 erschien der Film Niklaas, der Junge aus Flandern in den japanischen Kinos, der erneut von Nippon Animation produziert wurde. In Deutschland wurde der Film auch unter dem Titel Damals bei uns im Fernsehen gezeigt.

## Handlung
Niklaas ist ein Waisenjunge, der mit seinem Großvater Jehan in einem kleinen Dorf im belgischen Flandern lebt. Beide müssen hart arbeiten und mit ihrem Karren täglich Milch nach Antwerpen liefern. Dort sieht Niklaas eines Tages einen Eisenhändler, der brutal auf einen Hund einschlägt. Er will dem armen Tier, das die schweren Lasten seines Herrn zu ziehen hat, unbedingt helfen – doch um ihn freizukaufen, fehlt das nötige Geld.
In Flandern jedoch warten auch andere Probleme auf Niklaas und seinen Großvater. Der Gutsverwalter Hanse sitzt den beiden ständig im Nacken und verlangt stets mehr Miete für das Haus.
Lichtblicke in dieser Zeit sind Aneka, die Tochter des Gutsbesitzers, und die stets fröhlichen Brüder Georg und Paul, die Niklaas kennenlernt. Aneka freundet sich mit dem mittellosen Jungen an, obwohl sie selbst reich und wohlhabend ist und ihr Vater gegen die Freundschaft ist. Gemeinsam gelingt es Niklaas und Aneka sogar, den Hund des Eisenhändlers, der Patrasch heißt, zu retten.
Inmitten all des Elends hat Niklaas einen Traum: Er möchte Maler werden. Die Arbeiten von Peter Paul Rubens in der Kathedrale von Antwerpen haben es ihm angetan.
Während der Serie hat Niklaas mit mehreren Schicksalsschlägen fertigzuwerden. Aneka zieht nach England, um dort in die Schule zu gehen, kommt aber nach einiger Zeit wieder. Tante Noulette, die Nachbarin, die sich oft um Niklaas und Jehan gekümmert hatte, zieht fort zu ihrer Tochter. In ihr Haus zieht Stienk ein, der den Bauern anbietet, ihre Milch nun kostenlos zum Markt nach Antwerpen zu bringen. Alle bis auf einen nehmen dieses Angebot an und Niklaas verliert einen Großteil seines Einkommens. Als dann auch noch Großvater Jehan stirbt, ist Niklaas auf sich allein gestellt. Niklaas’ Freund Georg geht bei einem Schmied in die Lehre und er verlässt Antwerpen. Dessen kleinem Bruder Paul schenkt Niklaas aus Gutherzigkeit die Ente Blacky, die ihm selbst von Tante Noulette geschenkt worden war. Danach brennt die Mühle von Anekas Vater ab und Niklaas wird von Hanse beschuldigt, den Brand gelegt zu haben. Niklaas aber ist unschuldig; er hatte in dieser Nacht eine im Fluss gefundene Puppe zu seiner Freundin Aneka gebracht, weil er dachte, eine solch schöne Puppe könne nur ihr gehören. Auf dem nächtlichen Heimweg hatte ihn Hanse gesehen. In Wirklichkeit war die Mühle wegen eines Fehlers in dem von Hanse schlecht gewarteten Mahlwerk abgebrannt. Die Dorfbewohner glauben aber Hanse und Niklaas verliert seine Arbeit nun völlig, da auch der letzte Bauer ihn seine Milch nicht mehr nach Antwerpen bringen lässt.
Niklaas’ letzte Hoffnung ist ein Malwettbewerb in Antwerpen. Er zeichnet seinen Großvater und Patrasch und hofft, den ersten Preis, ein Stipendium an der Kunstakademie, zu gewinnen. Er lehnt sogar Onkel Michels Angebot ab, zu ihm zu ziehen, bevor er das Ergebnis nicht kennt. Aber ein anderer Junge, ein reicher junger Mann aus Antwerpen, gewinnt. Niklaas ist am Boden zerstört, zumal ihn Hanse aus dem Haus geworfen hat – Niklaas konnte die Miete nicht mehr aufbringen. Im Schnee findet Patrasch einen Beutel mit Goldmünzen, der Anekas Vater gehört. Ohne zu zögern, bringt Niklaas ihn zu dessen Haus. Er lässt Patrasch in der Obhut der Familie und geht hungrig und verzweifelt zurück durch den tiefen Schnee nach Antwerpen. Patrasch aber will das gute Essen am Weihnachtsabend nicht; er folgt Niklaas’ Spuren, dabei bricht er immer wieder vor Schwäche zusammen. Schließlich findet er Niklaas in der Kathedrale. Einem glücklichen Zufall verdankt Niklaas es, dass er nun doch die beiden verhüllten Bilder von Rubens sehen kann, die bislang durch einen Vorhang verborgen waren. Niklaas konnte sich die Silbermünze, die es gekostet hätte, nicht leisten, doch es war immer sein Traum gewesen, diese Meisterwerke zu sehen.
Währenddessen scheint sich alles zum Guten zu wenden. Noel, der Besitzer der Mühle, klärt auf, dass Hanse und Anekas Vater an dem Feuer in der Windmühle schuld seien, woraufhin beide bereuen, dass sie Niklaas so viel Leid angetan haben. Onkel Michel will Niklaas zu sich holen. Ein Maler sucht Niklaas, um ihm Unterricht zu erteilen, denn sein Bild sei der wahre Sieger gewesen und hätte gewinnen müssen. Paul, Georg und Tante Noulette wollen Weihnachten mit ihm feiern. Niklaas aber hat sein weniges Hab und Gut für Hanse und die geschuldete Miete zurückgelassen und einen Abschiedsbrief. Zusammengekuschelt mit Patrasch, liegt er in der eiskalten Weihnachtsnacht vor den Bildern von Rubens in der Kathedrale.
Während in der japanischen Version aus dem Off erzählt wird, dass beide sterben, schließt man im Deutschen mit einem fröhlicheren Ende, in dem Niklaas und Patrasch nicht tot, sondern lediglich eingeschlafen sind. Der Abspann, in dem Niklaas und Patrasch mit mehreren Engeln zum Himmel auffahren, sei lediglich ein Traum von Niklaas gewesen. Es folgt die Ankündigung, dass Niklaas in Kürze von seinen Freunden gefunden und sich alles zum Guten wenden werde: Er wird in Zukunft durch die Unterstützung von Anekas Vater zur Schule gehen und seine Malstudien fortsetzen können. Eines Tages wird er seinen Traum verwirklichen und ein bekannter Maler werden.

## Entstehung und Veröffentlichungen

### Fernsehserie (1975)
Die Fernsehserie wurde von dem bekannten japanischen Animationsstudio Nippon Animation produziert. Regie der 52 Folgen umfassenden Serie führte Yoshio Kuroda. In der letzten Folge, bei der Kuroda Masao Regie führte, wurde in der Schlussszene eine fotografische Abbildung von Rubens Gemälde Kreuzaufrichtung integriert, das sich in einem starken Kontrast von der einfachen Animation und Charakterdesign absetzt.
Sie wurde durch Fuji TV vom 5. Januar 1975 bis zum 28. Dezember 1975 erstmals im japanischen Fernsehen gezeigt. Im Jahr 1999 wurden die Folgen in Japan auf insgesamt 13 DVDs erneut veröffentlicht. Im deutschsprachigen Raum nahmen die Sender ORF 1 und Sat.1/PKS die Serie in ihr Programm auf. So wurde sie auch als Teil der Sendung Bim Bam Bino ausgestrahlt. KSM lizenzierte 2008 die Serie, um sie auf DVD zu veröffentlichen.

#### Synchronisation
| Rolle (jp./dt.)                         | Japanischer Sprecher (Seiyū) | Deutscher Sprecher  |
| --------------------------------------- | ---------------------------- | ------------------- |
| Nello Daas/Niklaas                      | Michie Kita                  | Christian Bey       |
| Alois Cogetz/Aneka                      | Reiko Katsura                | Alana Horrigan      |
| Großvater Jehan                         | Hiroo Oikawa                 | Walter Reichelt     |
| Tante Nulette/Tante Noulette            | Haru Endō                    | Monika John         |
| Herr Cogetz/Mynheer Peter, Anekas Vater | Tamio Ōki                    | Michael Cramer      |
| Elina Cogetz/Elena, Anekas Mutter       | Taeko Nakanishi              | Marion Hartmann     |
| Hans/Herr Hanse                         | Yasuo Muramatsu              | Manfred Lichtenfeld |
| George/Georg                            | Kuriko Komamura              | Manou Lubowski      |
| Paul                                    | Masako Sugaya                | Marc Stephan        |
| Onkel Aik/Onkel Michel                  | Masashi Amenomori            | Herbert Weicker     |
| Eisenhändler                            |                              | Wolfgang Hess       |
| Noël                                    | Ichirō Nagai                 | Kurt Zips           |
| Doktor Bergland                         |                              | Niels Clausnitzer   |
| Freundliche Dame                        |                              | Heidi Treutler      |
| Erzähler                                | Reiko Takefuji               | Marianne Wischmann  |

#### Musik
Die deutsche Titelmelodie wurde von Robert Pferdmenges komponiert und getextet und von Katja Ebstein gesungen. 
Im Liedtext findet sich ein faktischer Fehler. Es heißt dort: „Euch sind Rembrandt und Rubens bekannt, und sie malten alle im Flandernland.“ Rembrandt war aber ein niederländischer Maler, der in Holland wirkte.

### Film
Der Film Niklaas, der Junge aus Flandern wurde wie auch die Fernsehserie von Nippon Animation animiert. Die Vermarktung des 1997 produzierten Filmes übernahm das Unternehmen Shochiku Film. Regie führte Yoshio Kuroda, der nach dem Drehbuch von Miho Marū und in Zusammenarbeit mit dem Character-Designer Yoshiharu Sato und dem künstlerischen Leiter Ken'ichi Ishibashi den Film seine Form gab.
Für die Musik war Tarō Iwashiro engagiert, der zusammen mit Sadayoshi Fujino und Tetsuo Ono, beide zuständig für den Ton und Soundeffekte, für die Geräuschkulisse sorgte. Für den Abspann wurde der Titel When I cry von Dianne Reeves verwendet.
Der Film wurde in Japan seit dem 25. August 1998 auf DVD angeboten. Eine synchronisierte englische Fassung erschien am 7. März 2000 in den USA, die jedoch auf 93 Minuten gekürzt wurde. Die Originalfassung, mit 104 Minuten Länge, wurde zuvor mit englischem Untertitel von Pioneer auf VHS veröffentlicht.
In Deutschland erschien der Film bei der Eagle Rock Entertainment Deutschland GmbH in voller Länge auf VHS. Im Jahr 2002 wurde der Film erneut auf DVD veröffentlicht. Etwa ein Jahr später wurde der Film unter dem Titel Damals bei uns im deutschen Fernsehen (Kinderkanal 1. Mai 2003 und 16. Mai 2005, ARD 20. August 2004) gezeigt.
Der Film folgt im Großen und Ganzen der Handlung der Serie, setzt aber in der Handlung später ein, da die ersten Folgen lediglich zur Charakterisierung dienen. Dinge wie das Entdecken von Patrasch in der Wiese kommen lediglich in Rückblenden vor. Auch kommen Personen der Serie wie zum Beispiel Onkel Michel, Andras, der Sohn von Herrn Hanse oder Noel, der Verwalter der Windmühle, nicht vor. Der Film hat eine Rahmenhandlung etwa zehn Jahre nach der Haupthandlung, in der Aneka eine Klosterschwester ist und sich um Waisenkinder kümmert, Georg auf einem Schiff am Hafen und Paul in Hoboken in der Mühle für Anekas Vater arbeitet.

#### Synchronsprecher
| Rolle             | Japanischer Sprecher (Seiyū)                        | Deutscher Sprecher       |
| ----------------- | --------------------------------------------------- | ------------------------ |
| Niklaas           | Makoto Tsumura                                      | Dominik Hartinger        |
| Aneka             | Sakura Tange (jung) Honami Suzuki (erwachsen)       | Alisa Palmer (erwachsen) |
| Jehan (Großvater) | Kōsei Yagi                                          | Gernot Duda              |
| Herr Hanse        | Masato Hirano                                       | Willi Röbke              |
| Georg             | Yoshiko Kamei (jung) Toshiyuki Morikawa (erwachsen) |                          |
| Paul              | Yuriko Fuchizaki (jung) Katsumi Toriumi (erwachsen) | Dirk Meyer (erwachsen)   |
| Niklaas’ Mutter   | Yuko Sasaki                                         |                          |
| Eisenhändler      | Kōsei Tomita                                        | Jochen Striebeck         |
| Elina Cogetz      | Kumiko Okae                                         | Bettina Kenter           |
| Madame Noulette   | Taeko Nakanishi                                     | Margit Weinert           |
| Mr. Cogetz        | Kei Yamamoto                                        | Peter Musäus             |
| Herr van Eyk      | Shigeru Tsuyuki                                     | Fabian von Klitzing      |